# Головань, Василий Никонович
Василий Никонович Головань (1924-1944) — сержант Рабоче-крестьянской Красной Армии, участник Великой Отечественной войны, Герой Советского Союза (24.03.1945).

## Биография
Василий Головань родился 24 февраля 1924 года в станице Раевская (ныне — Новороссийский район Краснодарского края) в крестьянской семье. Получил начальное образование, работал в колхозе. В апреле 1942 года Головань был призван на службу в Рабоче-крестьянскую Красную Армию и направлен на фронт Великой Отечественной войны. Участвовал в боях на Дону, Сталинградской битве, освобождении Донбасса, битве за Днепр, освобождении Правобережной Украины. К октябрю 1944 года гвардии сержант Василий Головань командовал стрелковым отделением  327-го гвардейского горнострелкового полка  128-й гвардейской горнострелковой дивизии 1-й гвардейской армии 4-го Украинского фронта. Отличился во время освобождения Чехословакии.
Когда началось Словацкое национальное восстание, полк Голованя стал одним из подразделений, которые двигались ему на помощь. Вместе со своим отделением он первым прорвался на окраину села Габуре, уничтожил 3 солдат и взял ещё 7 в плен. Противник попытался предпринять контратаку, но безуспешно. 14 октября 1944 года полк освободил село Звала к северу от города Снина. Когда в бою был смертельно ранен командир роты, Головань принял на себя его обязанности и атаковал немецкие войска на господствующей высоте, выбив их оттуда. Затем в течение 13 часов рота отбивала вражеские контратаки, уничтожив около 40 солдат и офицеров. Очередную контратаку противник предпринял с наступлением темноты. Головань поднял своих бойцов в атаку, отбросив противника с большими для него потерями, но и сам погибнув при этом. Похоронен в селе Звала.
Указом Президиума Верховного Совета СССР от 24 марта 1945 года за «образцовое выполнение боевых заданий командования на фронте борьбы с немецкими захватчиками и проявленные при этом отвагу и геройство» гвардии сержант Василий Головань посмертно был удостоен высокого звания Героя Советского Союза. 

## Награды и звания
- Медаль «Золотая Звезда» Героя Советского Союза № 7994 (24.03.1945).[2]
- Орден Ленина (24.03.1945).[2]
- Орден Красной Звезды (12.05.1944)[3]
- Орден Славы III степени (11.03.1985)[4]
- Медаль «За отвагу» (3.11.1943)[5]

## Память
- Имя Героя увековечено на мемориальной арке в Краснодаре.
- Имя Героя высечено золотыми буквами в зале Славы Центрального музея Великой Отечественной войны в Парке Победы города Москвы.

- На могиле героя установлен надгробный памятник.
- Навечно зачислен в списки воинской части.
- В честь Голованя названы улица и школа в Раевской, у школы установлен его бюст[1].